# Бусія (графство)
Бусія — графство в колишній Західній провінції Кенії. Межує з графством Какамега на сході, графством Бунгома на півночі, озером Вікторія та графство Сіая на півдні та з Угандським дистриктом Бусія, на заході.

## Економіка
Основна економічна діяльність в графстві — торгівля із сусідньою Угандою, в місті Бусія — адмін. центр та найбільше місто, оскільке воно й прикордонний центр. Трохи далі від міста економіка округу значною мірою залежить від риболовлі та сільського господарства. Основними грошовими врожаями є маніока, просо, солодка картопля, квасоля, а також кукурудза та цукрова троста.

## Населення
Хоча більшість жителів округу Бусія етнічно з групи Лух'я, також є значна кількість жителів Луо та Ітесо.
У повіті загальна чисельність населення 893 681 (перепис 2019 року).

## Виборчі округи
У окрузі Бусія є сім виборчих округів:
- Намбальський виборчий округ
- Бутульний виборчий округ
- Фунюлський виборчий округ
- Будаланзький виборчий округ
- Матайоський виборчий округ
- Північно-Теський виборчий округ
- Південно-Теський виборчий округ

## Села та селища
- Буджване
- Букома
- Буньяла
- Бусіке
- Чамасірі
- Челелемук
- Дебані
- Ебуремія
- Галафагі
- Ідохо
- Холохонго
- Квангамор
- Махома
- Мбуву
- Намабусі
- Намбобото
- Нангіна